# Marsoni Sambu
Marsoni Sambu, né le 3 juin 1996 à Liège en Belgique, est un footballeur belge qui joue au poste de défenseur au RWD Molenbeek.

## Biographie

### En club

#### RFC Seraing
Originaire de Liège, Marsoni Sambu est rapidement repéré par le Royal Cercle sportif Visé. Après deux années de formation, il signe son premier contrat professionnel en juillet 2015 au RFC Seraing. Le club évoluant alors en Challenger Pro League. Il joue son premier match professionnel le 7 août 2015 lors d'une victoire 2-0 contre le KSV Roulers. Malheureusement, le club descend à la fin de la saison en Nationale 1. Il quitte le club après quatre saisons effectuées, disputant 87 rencontres et 5 buts inscrits.  

#### URSL Visé
Le 1er juillet 2019, il signe pour l'URSL Visé, club belge de Nationale 1. Il marque son premier but avec ses nouvelles couleurs le 8 septembre 2019 pour son premier match face au KVV Thes Sport lors de la deuxième journée de championnat. Sambu restera qu'une seule saison, disputant 22 rencontres et 4 buts inscrits. 

#### SO Cholet
Le 1er juillet 2020, il signe en faveur du SO Cholet. Il fait ses débuts avec le club français le 21 août 2020 face au FC Bourg-en-Bresse, match comptant pour la première journée de National. Il marque son premier but le 24 novembre 2020 lors d'une victoire 3-1 face au FC Bastia-Borgo. Il réalisera une seule saison pour 26 rencontres disputées et un but inscris.

#### RFC Seraing
Le 5 juillet 2021, il retourne au RFC Seraing. Il fait ses débuts dans l'élite, le 24 juillet 2021 lors d'une défaite 2-0 contre le KV Courtrai en Jupiler Pro League. Il inscrit son premier but professionnel le 28 août 2021 lors d'une victoire 2-1 face à la KAS Eupen.

#### RWD Molenbeek
Le 23 août 2023, Marsoni Sambu s'engage pour deux saisons avec le RWD Molenbeek en Jupiler Pro League.